# カリス (小惑星)
カリス (627 Charis) は、小惑星帯に位置する小惑星である。
アウグスト・コプフによってハイデルベルクで発見された。ギリシア神話に登場する女神カリスにちなんで命名された。